# Aubigny (Calvados)
Aubigny és un municipi francès, situat al departament de Calvados i a la regió de Normandia.